# 巴西—美国棉花争端案
巴西—美国棉花争端案（WTO标准简称是United States — Subsidies on Upland Cotton，案件编号：DS267）是巴西在世界贸易组织起诉美国非法棉花补贴并获得胜诉的案件。

## 案件进程
- 2002年9月27日，巴西提出磋商请求；
- 2003年2月6日，巴西提出专家组请求；
- 2004年9月8日，WTO发布专家组报告；
- 2005年3月3日，WTO发布上诉机构报告
- 2009 年 8 月 31 日，在美国和巴西发起一系列诉讼后，世贸组织就该争端作出了 DS267 号裁决。 该裁决的含义是，它表明美国和欧盟利用漏洞和创造性会计继续向发展中市场倾销产品，损害了贫困发展中国家农民的利益。世贸组织争端解决小组还发现，美国错误地将某些计划报告为“不扭曲贸易”，而事实上这些计划扭曲了贸易。  2014 年 10 月，就在巴西准备提高数亿美元美国商品的关税之前，双方达成了一项双方都能接受的棉花争端解决方案。[7] 其中包括汽车、电子产品和药品。[7] 根据协议条款，美国向巴西棉花研究所一次性支付了 3 亿美元。

## 裁决结果
WTO上诉机构裁决美国棉花补贴违反了WTO《农业协定》和《补贴与反补贴协定》的规则。